# العلاقات النمساوية الرومانية
العلاقات النمساوية الرومانية هي العلاقات الثنائية التي تجمع بين النمسا ورومانيا.

## مقارنة بين البلدين
هذه مقارنة عامة ومرجعية للدولتين:
| وجه المقارنة                                              | النمسا                                                    | رومانيا                                                                               |
| --------------------------------------------------------- | --------------------------------------------------------- | ------------------------------------------------------------------------------------- |
| المساحة (كم2)                                             | 83.86 ألف                                                 | 238.40 ألف                                                                            |
| عدد السكان (نسمة)                                         | 8.81 مليون                                                | 19.59 مليون                                                                           |
| الكثافة السكانية (ن./كم²)                                 | 105.06                                                    | 82.17                                                                                 |
| العاصمة                                                   | فيينا                                                     | بوخارست                                                                               |
| اللغة الرسمية                                             | اللغة الألمانية، لغة الإشارة النمساوية ‏                   | اللغة الرومانية                                                                       |
| العملة                                                    | يورو، شلن نمساوي، رايخ مارك، شلن نمساوي                   | ليو روماني                                                                            |
| الناتج المحلي الإجمالي (بليون دولار)                      | 416.60 مليار                                              | 211.80 مليار                                                                          |
| الناتج المحلي الإجمالي (تعادل القوة الشرائية) بليون دولار | 426.99 مليار                                              | 465.56 مليار                                                                          |
| الناتج المحلي الإجمالي الاسمي للفرد دولار أمريكي          | 43.77 ألف                                                 | 9.47 ألف                                                                              |
| الناتج المحلي الإجمالي للفرد دولار أمريكي                 | 47.68 ألف                                                 | 23.63 ألف                                                                             |
| مؤشر التنمية البشرية                                      | 0.885                                                     | 0.793                                                                                 |
| رمز المكالمات الدولي                                      | +43                                                       | +40                                                                                   |
| رمز الإنترنت                                              | .at                                                       | .ro                                                                                   |
| المنطقة الزمنية                                           | توقيت وسط أوروبا، ت ع م+01:00، ت ع م+02:00، أوروبا/فيينا ‏ | ت ع م+02:00، ت ع م+03:00، أوروبا/بوخارست ‏، توقيت شرق أوروبا، توقيت شرق أوروبا الصيفي ‏ |

## مدن متوأمة
في ما يلي قائمة باتفاقيات التوأمة بين مدن نمساوية ورومانية:
- ترتبط غراتس مع تيميشوارا باتفاقية توأمة منذ 7 نوفمبر 1972.[19][19]
- ترتبط يودنبورغ مع سيريت باتفاقية توأمة.
- ترتبط لينتس مع براشوف باتفاقية توأمة منذ 6 مايو 1983.[20]
- ترتبط فيلز مع بايا ماري باتفاقية توأمة منذ 1972.
- ترتبط كلاغنفورت مع سيبيو باتفاقية توأمة منذ 2005.[21][22][23][24]
- ترتبط Gratkorn [الإنجليزية]‏ مع Mehadia  [لغات أخرى]‏ باتفاقية توأمة.
- ترتبط شفاتس مع ساتو ماري باتفاقية توأمة.
- ترتبط Mureck [الإنجليزية]‏ مع Lenauheim  [لغات أخرى]‏ باتفاقية توأمة.

## منظمات دولية مشتركة
يشترك البلدان في عضوية مجموعة من المنظمات الدولية، منها:
| علم المنظمة | اسم المنظمة                               | تاريخ انضمام النمسا | تاريخ انضمام رومانيا |
| ----------- | ----------------------------------------- | ------------------- | -------------------- |
|             | المنظمة الأوروبية لسلامة الملاحة الجوية   | 1993                | 1996                 |
|             | منظمة الشرطة الجنائية الدولية             | ?                   | ?                    |
|             | الاتحاد البريدي العالمي                   | ?                   | ?                    |
|             | مركز تنسيق الحركة في أوروبا ‏              | ?                   | ?                    |
|             | منظمة التجارة العالمية                    | ?                   | 1995                 |
|             | الفريق المعني برصد الأرض                  | ?                   | ?                    |
|             | مجموعة الموردين النوويين                  | ?                   | ?                    |
|             | مؤسسة التنمية الدولية                     | 28 يونيو 1961       | 12 أبريل 2014        |
|             | منظمة الأمن والتعاون في أوروبا            | 25 يونيو 1973       | 25 يونيو 1973        |
|             | مؤسسة التمويل الدولية                     | 28 سبتمبر 1956      | 23 سبتمبر 1990       |
|             | مجلس أوروبا                               | ?                   | 7 أكتوبر 1993        |
|             | منظمة حظر الأسلحة الكيميائية              | ?                   | ?                    |
|             | الأمم المتحدة                             | 14 ديسمبر 1955      | 14 ديسمبر 1955       |
|             | الاتحاد الدولي للاتصالات                  | 1866                | 9 فبراير 1866        |
|             | الاتحاد الأوروبي                          | 1995                | 2007                 |
|             | البنك الدولي للإنشاء والتعمير             | 27 أغسطس 1948       | 15 ديسمبر 1972       |
|             | مجموعة أستراليا                           | 1989                | 1995                 |
|             | المركز الدولي لتسوية المنازعات الاستشارية | 24 يونيو 1971       | 12 أكتوبر 1975       |
|             | وكالة ضمان الاستثمار متعدد الأطراف        | 16 ديسمبر 1997      | 10 سبتمبر 1992       |
|             | يونسكو                                    | 13 أغسطس 1948       | 27 يوليو 1956        |

## وصلات خارجية
- موقع وزارة الخارجية النمساوية
- موقع وزارة الخارجية الرومانية